# Yacht Club Rosario
El Yacht Club Rosario es un club náutico ubicado en Rosario, Argentina.

## Historia
El club se fundó el 23 de diciembre de 1941 con el objetivo de fomentar la navegación deportiva en todas sus manifestaciones.

## Regatas
Desde 1988 organiza bianualmente la regata de cruceros Rosario-Buenos Aires, conjuntamente con el Yacht Club Argentino.

## Deportistas
Entre sus deportistas destaca la medallista olímpica Cecilia Carranza Saroli.